# Света Троица (Крупник)
Вижте пояснителната страница за други значения на Света Троица.
„Света Троица“ е средновековна православна църква в село Крупник, област Благоевград, България, катедрала на Крупнишката епархия. Обявена е за паметник на културата през 1965 година.

## История
Църквата е катедрала на Крупнишката епископия, по-късно митрополия, съществувала до II половина на XVI век. Разрушена е с потурчването на селото в 1670 година и на нейно място е издигната джамия, която се срутва в 1904 година от Крупнишкото земетресение, като и до днес личат основите на минарето.
Катедралата е разкрита и проучена от Станчо Станчев през 1947 година в югоизточната част на селото, когато до нея при започване на строежа на Здравен дом, са разкрити основите на късноантично селище. Представлява триконхална сграда с притвор, една апсида на изток и по една конха на северната и южната стена. Архитектурният ѝ тип е еднокорабна куполна църква със стегнат кръст. Размерите са 16,30 х 11,75 m. Основите са запазени на височина 0,8 m и са дебели от 0,8 до 1 m. Изградени са от редица камъни и един ред тухли на хоросанова спойка.
Край църквата е построен параклис „Света Троица“.